# Moïse exposé sur les eaux (Poussin)
Moïse exposé sur les eaux est un tableau peint par Nicolas Poussin vers 1654. Il est conservé au Ashmolean Museum à Oxford.